# Pemmikán

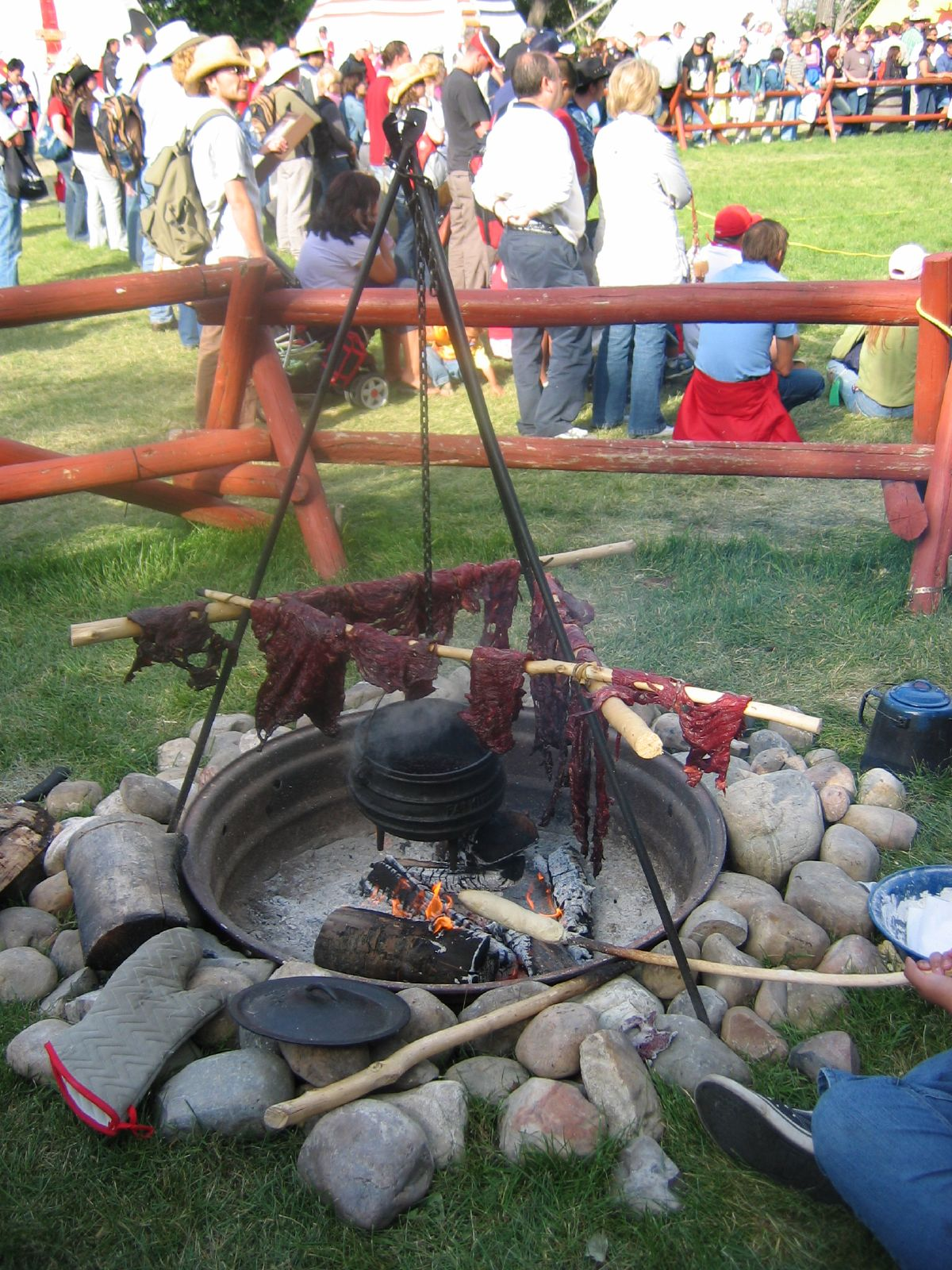
A hús hagyományos szárítási módja

A pemmikán észak-amerikai indián eredetű étel és tartósítási módszer. Az indiánok húsbőség idején így tárolták a felesleget főleg a téli időszakra. Később a sarkkutatók is átvették a módszert és így készítettek maguknak jól eltartható, tápláló és egyben a skorbut ellen is védő élelmiszertartalékot.

## Etimológiája
A pemmikán szó a cree indián nyelvű pimîhkân szóból származik, amelynek töve a zsíradék, faggyú, háj jelentésű pimî szó.

## Összetétele

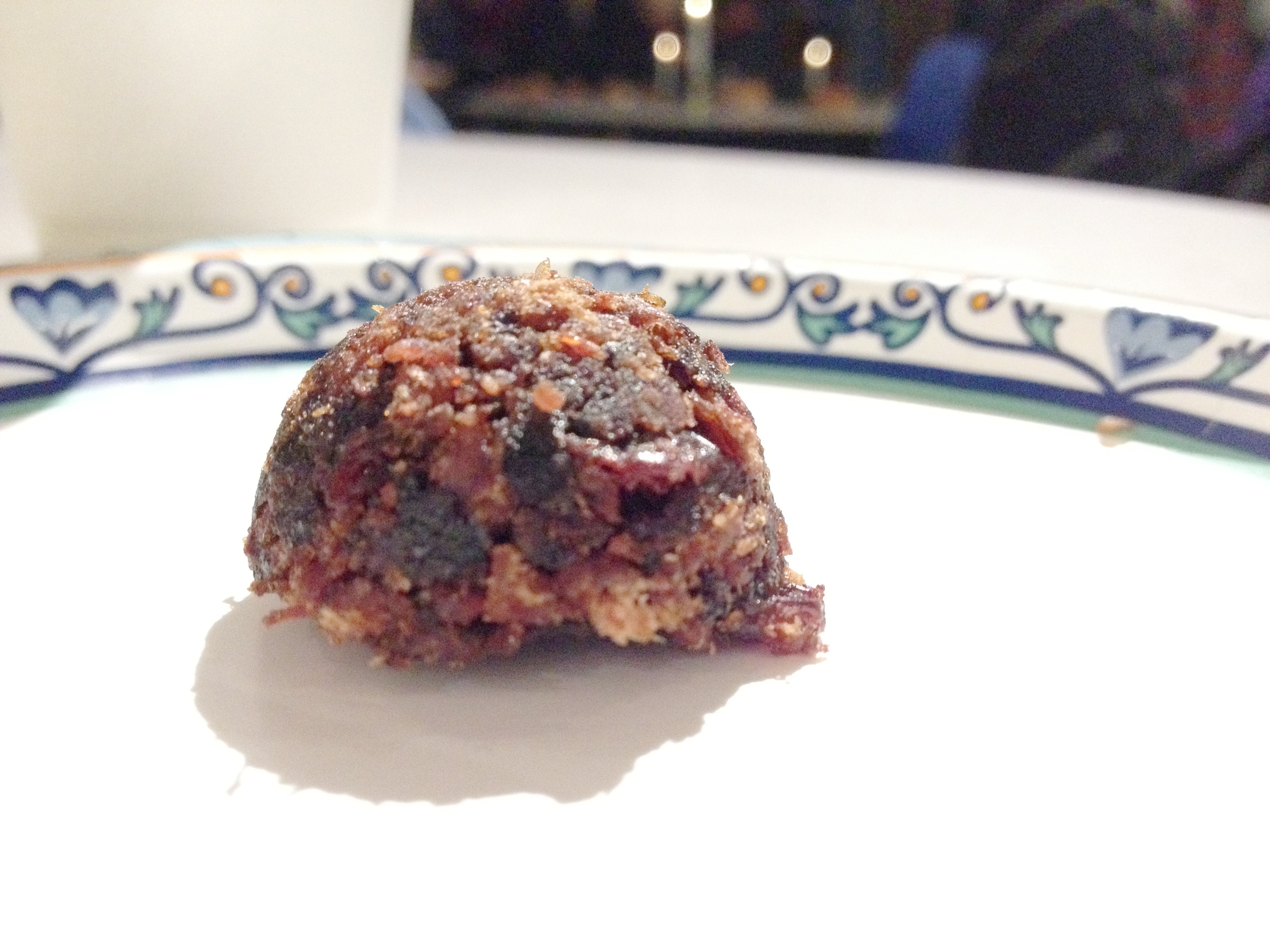
Pemmikán gombóc

A pemmikán fő összetevője a vadhús (főleg bölény, gímszarvas, jávorszarvas), amit napon vagy tűz mellett keményre szárítottak és kövekkel apróra törtek, majd faggyúval kevertek, és ebbe a masszába bogyós növények termését is belegyúrták. Természetesen elsősorban a fölös mennyiségben rendelkezésre álló alapanyagok határozták meg az összetételt, de ünnepi célokra ritkább, nehezebben hozzáférhető alkotórészeket is felhasználtak az indiánok. A legértékesebbnek a főleg sovány hús és a csontvelő keverékéből készült pemmikánt tartották.
A 20. század első felében modern európai üzemek is gyártották a sarkkutató expedíciók ellátására. Egy koppenhágai cég egymaga 20 expedíció rendelésére is szállított. E modern formájában a pemmikán minden szükséges tápanyagot magában foglaló koncentrátum lett, és ízesítésekor szem előtt tarthatták a különböző nemzetiségű expedíciók sajátos igényeit, ízlését is. Fő tartalma azonban általában 65-70% húspor volt, amit a zsiradék mellett gyümölcs- és zöldségkivonattal egészítettek ki.

## Fogyasztása
A hagyományosan bőrzsákokban, 20. századi alakjában pedig formába öntve tárolt pemmikán egyik fő előnye volt, hogy hidegen is fogyasztható. Legtöbbször azonban kétharmad rész víz hozzáadásával főzelék állagában fogyasztották. Még több víz hozzáadásával tápláló leves is készülhetett belőle.

## Pemmikán kutyák számára
Brit arktiszi expedíciók használták a szánhúzó kutyák táplálására készített pemmikánt, amely szénhidrátot nem, csak proteint és zsíradékot tartalmazott.
Ernest Shackleton 1914-1916-os antarktiszi expediciója során a kutatóknak is ezt a kutya-pemmikánt kellett fogyasztaniuk a kényszerű áttelelés során.

## Története
Az indiánoktól először az európai szőrmekereskedők vették át a pemmikán fogyasztását hosszú begyűjtő útjaikon a 17-18- században. A második búr háborúban a brit hadsereg is rendszeresítette. Feljegyzések szerint évtizedekig is ehető maradt.
A sarkvidékek meghódítása során számos nagy felfedező (Robert Falcon Scott, Roald Amundsen) expedícióiban is szerepe volt.
A 20. század második felétől már csak hagyományőrző észak-amerikai indiánok és turisták fogyasztják, de ilyen célokra ma is gyártják kisebb mennyiségekben.